# Sergio Estremera Paños
Sergio Estremera Paños, nació en Badalona el 25 de junio de 1962. Es un Maestro Internacional de ajedrez español. Está casado con la Gran Maestro Femenino de ajedrez Mónica Calzetta Ruiz.

## Resultados destacados en competición
Fue campeón de España en el año 1996 superando al jugador Jesús M. de la Villa
Participó representando a España en el Campeonato de Europa de ajedrez por equipos de 1997 en Pula.